# Фридрих Алберт Ланге
Фридрих Алберт Ланге (Валд, 28. септембар 1828 — Марбург, 23. новембар 1875) је био немачки филозоф, педагог, политички активиста и публициста.
Студирао је у разним немачким градовима. Од 1870. године је био професор филозофије у Швајцарској. Две године касније вратио се у Немачку и наставио професорски рад у Марбургу, Хесен.
Оспоравао је вредност материјализма као погледа на свет, признајући му једино вредност природнонаучне методе. Главно дело: "Историја материјализма и критика његовог савременог значења" ("Geschichte des Materialismus und Kritik seiner Bedeutung in der Gegenwart", 1866) Између осталог писао је и разне политичке расправе, од којих је најзначајнија "Радничко питање" ("Die Arbeiterfrage: Ihre Bedeutung Fur Gegenwart und Zukunft", 1865).